# Bloody Side
Bloody Side är en EP-skiva av den belgiska EBM-duon à;GRUMH..., utgiven 1988. Samtliga låtar är skrivna och komponerade av SΔ3 Evets och JΔ3 Seuqcaj.

## Låtlista
| 1. | Kill | 5:55 |

| 6.           | nGUU (Petite Fugue) | 4:08  |
| 7.           | Wizard Needs Food   | 3:56  |
| 8.           | Gruppo Atletico     | 3:10  |
| Total längd: | Total längd:        | 33:18 |